# Chiếc chuột
Chiếc chuột hay còn gọi chiếc cau (danh pháp khoa học: Barringtonia pendula) là một loài thực vật có hoa trong họ Lecythidaceae. Loài này được (Griff.) Kurz mô tả khoa học đầu tiên năm 1877.